# Число ван дер Вардена
Теорема ван дер Вардена з теорії Рамсея стверджує, що для будь-яких натуральних чисел {\displaystyle r} і {\displaystyle k} існує таке додатне ціле число {\displaystyle N}, що, якщо кожне з цілих чисел {\displaystyle \{1,\;2,\;\ldots ,\;N\}} пофарбувати в один із {\displaystyle r} різних кольорів, то знайдеться принаймні {\displaystyle k} цілих чисел одного кольору, що утворюють арифметичну прогресію. Найменше таке {\displaystyle N} називається числом ван дер Вардена {\displaystyle W(r,\;k)}. Названі на честь голландського математика ван дер Вардена.

## Оцінка чисел ван дер Вардена
Є два випадки, в яких число ван дер Вардена {\displaystyle W(r,\;k)} легко обчислити:
1. коли число кольорів {\displaystyle r} дорівнює 1, очевидно {\displaystyle W(1,\;k)=k} для будь-якого цілого {\displaystyle k}, оскільки один колір виробляє тільки тривіальні розфарбування RRRR…RRR (якщо колір позначити {\displaystyle R}).
2. якщо довжина {\displaystyle K} необхідної арифметичної прогресії дорівнює 2, то {\displaystyle W(r,\;2)=r+1}, оскільки можна побудувати розфарбування, уникаючи арифметичних прогресій довжини 2, використовуючи кожен колір не більше одного разу, але використання будь-якого кольору двічі створює арифметичну прогресію довжини 2. (Наприклад, для {\displaystyle r=3} найдовшим розфарбуванням, за якого не утворюється арифметична прогресія довжини 2, є RGB.)

Є тільки сім інших чисел ван дер Вардена, які відомі точно.
У таблиці наведено точні значення та межі значень {\displaystyle W(r,\;k)}.
| k\r | 2 кольори | 3 кольори   | 4 кольори   | 5 кольорів     | 6 кольорів     |
| --- | --------- | ----------- | ----------- | -------------- | -------------- |
| 3   | 9         | 27          | 76          | >170           | >223           |
| 4   | 35        | 293         | >1048       | >2254          | >9778          |
| 5   | 178       | >2173       | >17 705     | >98 740        | >98 748        |
| 6   | 1132      | >11 191     | >91 331     | >540 025       | >816 981       |
| 7   | >3703     | >48 811     | >420 217    | >1 381 687     | >7 465 909     |
| 8   | >11 495   | >238 400    | >2 388 317  | >10 743 258    | >57 445 718    |
| 9   | >41 265   | >932 745    | >10 898 729 | >79 706 009    | >458 062 329   |
| 10  | >103 474  | >4 173 724  | >76 049 218 | >542 694 970   | >2 615 305 384 |
| 11  | >193 941  | >18 603 731 | >30 551 357 | >2 967 283 511 | >3 004 668 671 |

Вільям Гауерс довів, що числа ван дер Вардена з {\displaystyle R\geqslant 2} обмежуються зверху
{\displaystyle W(r,\;k)\leqslant 2^{2^{r^{2^{2^{k+9}}}}}.}
Елвін Берлекемп довів, що для простого числа {\displaystyle p}, 2-колірне число ван дер Вардена обмежене знизу
{\displaystyle p\cdot 2^{p}\leqslant W(2,\;p+1).}
Іноді також використовується позначення {\displaystyle w(r;\;k_{1},\;k_{2},\;\ldots ,\;k_{r})}, яке означає найменше число {\displaystyle w} таке, що будь-яке розфарбування цілих чисел {\displaystyle \{1,\;2,\;\ldots ,\;w\}} в {\displaystyle r} кольорів містить прогресію довжини {\displaystyle k_{i}} кольору {\displaystyle i}, для деяких {\displaystyle i}. Такі числа називаються недіагональними числами ван дер Вардена.
Таким чином: {\displaystyle W(r,\;k)=w(r;\;k,\;k,\;\ldots ,\;k)}.